# استان گناگنا
استان گناگنا (به لاتین: Gnagna Province) یک منطقهٔ مسکونی در بورکینافاسو است که در Est Region واقع شده‌است. استان گناگنا ۸٬۴۷۰ کیلومتر مربع مساحت و ۶۷۵٬۸۹۷ نفر جمعیت دارد.